# Gramsh (stad)
Gramsh ([ɡɾamʃ]; bepaalde vorm: Gramshi) is een stad (bashki) in Centraal-Albanië. De stad telt 24.000 inwoners (2011) en ligt in de prefectuur Elbasan. Ze ligt in het dal van de Devoll, circa vijftig kilometer ten zuiden van 's lands vierde stad Elbasan. Ten noordwesten van Gramsh ligt op de Devoll Liqeni i Banjës, een langgerekt artificieel meer.

## Bestuurlijke indeling
Administratieve componenten (njësitë administrative përbërëse) na de gemeentelijke herinrichting van 2015 (inwoners tijdens de census 2011 tussen haakjes):
Gramsh (8440) • Kodovjat (2355) • Kukur (2560) • Kushovë (659) • Lenie (779) • Pishaj (4906) • Poroçan (1269) • Skënderbegas (1239) • Sult (631) • Tunjë (1393).
De stad wordt verder ingedeeld in 95 plaatsen: Bërsnik i Poshtëm, Bërsnik Sipërm, Bërsnik, Bicaj, Bletëz, Bratilë, Bregas, Broshtan, Bulçar, Çekin, Cerunjë, Cingar i Poshtëm, Cingar i Sipërm, Drizë, Dufshan, Dumberas, Dushk, Duzh, Ermenj, Fshat-Gramsh, Fushëz, Galigat, Gjeraqinë, Gjerë, Gjergjovinë, Grabovë e Poshtme, Grabovë e Sipërme, Gramsh, Grazhdan, Grekan, Gribë, Gurrëz, Harunas, Holtas, Irmanj, Jançe Mal, Jançe Qëndër, Kabash, Kalaj, Katërlis, Kerpicë, Kishtë, Koçaj, Kodër Zgjupe, Kodovjat, Kokel, Kotkë, Kotorr, Kukuçovë, Kukur, Kullollas, Kurate, Kushovë, Kutërqar, Lemnushë, Lenie, Liras, Lleshan, Lubinjë, Mashan, Mazrek, Mukaj, Nartë, Oban, Ostenth, Pishaj, Plepas, Poroçan, Posnovisht, Prrenjas, Qerret, Rashtan, Rmath, Saraselë, Sëmbërdhenj, Shelcan, Shëmrizë, Siman, Skënderbegas, Snosëm, Sojnik, Sotirë, Strorë, Sult, Tervol, Trashovicë, Tunjë e Re, Tunjë, Ulovë, Valth, Vidhan, Vinë, Zamshe, Zenelas, Zgjup Fushë.

## Geschiedenis
Tijdens de Ottomaanse overheersing was het toenmalige Grameç een vrij kleine plaats met een eigen markt, die het statuut had van kaza (administratief deelgebied van het derde niveau) binnen de sandjak Elbasan. Onder het communisme werden bij Gramsh een aantal levensmiddelen-, alcohol- en munitiefabrieken opgericht, waardoor het plaatsje zich tot een stad ontwikkelde.

## Sport
Voetbalclub KF Gramshi speelt in de Kategoria e Parë, Albaniës tweede nationale klasse. Het team speelt zijn thuiswedstrijden op het Fusha Sportive Gramsh.

## Geboren
- Mimar Kasım (1570-1659), Ottomaans architect
- Ismail Qemali Gramshi, een der ondertekenaars van de Albanese onafhankelijkheidsverklaring